# Heinrich Löwig
Heinrich Löwig, im Englischen meist Henry Lowig, (* 29. Oktober 1904 in Königliche Weinberge; † 1995) war ein tschechisch-kanadischer Mathematiker.

## Leben
Löwig studierte an der Deutschen Universität in Prag, an der er 1928 promoviert wurde (Periodische Differenzengleichungen). 1935 habilitierte er sich (Komplexe euklidische Räume von beliebig vieler endlicher oder transfiniter Dimensionszahl). Er war Dozent an der Deutschen Universität in Prag und Gymnasiallehrer in Leitmeritz und Reichenberg. Er verlor seine Stellungen nach der Eroberung Tschechiens durch die Nationalsozialisten (sein Vater war Jude, die Familie katholisch) und war in verschiedenen Arbeitslagern, und auch nach dem Zweiten Weltkrieg konnte er, da er nun als Deutscher galt, in der Tschechoslowakei keine Stellung als Lehrer finden. 1948 emigrierte er nach Tasmanien, wo er an der Universität von Hobart wirkte. 1957 ging er an die University of Alberta im kanadischen Edmonton, an der er 1972 emeritiert wurde.
Seine Frau und Tochter (Ingrid Jackson) lebten später in Sydney. In der Emigration sprach er nur noch selten Deutsch und änderte seinen Namen in Henry Lowig. In der Familie wurde Tschechisch gesprochen.
Er befasste sich mit Analysis (Differenzen- und Differentialgleichungen), Funktionalanalysis (Dimensionstheorie) und Algebra (Verbandstheorie, Lineare  Algebra u. a.).